# Hovik Abrahamyan
Hovik Abrahamyan (em armênio/arménio:  Հովիկ Արգամի Աբրահամյան; nascido a 24 de janeiro de 1958) é um político arménio. É membro do partido atualmente no poder, o Partido Republicano da Arménia, e foi primeiro-ministro do país entre 2014 e 2016. Era anteriormente o presidente da Assembleia Nacional.

## Vida
Abrahamyan, nascido na aldeia de Mkhchyan na província de Ararate, iniciou a sua carreira profissional em 1990 como chefe do departamento da Fábrica de Conhaque do Burastão e, mais tarde, como presidente da fábrica de vinho e brande de Artaxata. Em 1995 tornou-se deputado ao parlamento arménio. Foi presidente da Câmara (prefeito, em português brasileiro) de Artaxata em 1996, e governador da província de Ararate em 1998.

## Carreira política
Durante a administração do presidente Robert Kocharyan, em 2002 foi nomeado ministro da Administração Territorial (cargo que supervisiona as estruturais governamentais regionais), tendo servido até 2008 quando se demitiu para ser nomeado, em abril de 2008, chefe de gabinete do novo presidente recentemente eleito Serzh Sargsyan. Em agosto de 2007 foi reeleito numa eleição sem opositor (para o lugar vago pela resignação do seu irmão mais velho, Henrikto) para a Assembleia Nacional (quarta convocatória), e em setembro do mesmo ano foi eleito presidente da Assembleia Nacional da Arménia. Renunciou ao cargo em novembro de 2011 e foi reeleito para a Assembleia Nacional a 6 de maio de 2012, como membro do Partido Republicano da Arménia. Opôs-se ao projeto-lei do seu predecessor que obrigaria os políticos arménios, bem como os detentores dos princiapais cargos públicos, a declararem os seus interesses e participações em negócios.

### Primeiro-ministro
Foi nomeado primeiro-ministro em abril de 2014, no seguimento da demissão de Tigran Sargsyan, por razões desconhecidas, suspeitando-se de uma lei de reforma de pensões que sofrera consideráveis críticas. Abrahamyan foi nomeado para o cargo de primeiro-ministro pelo presidente Serzh Sargsyan, que se referiu a ele como "um novo primeiro-ministro muito eficiente." Recebeu os parabéns do primeiro-ministro russo Dmitry Medvedev.

## Imagem pública
Abrahamyan tem sido apelidado de forma depreciativa "Muk" (Մուկ), significando literalmente "rato". Numa entrevista, Abrahamyan referiu que a alcunha lhe havia sido dada pela sua avó, por ser costume ele roubar-lhe doces.
Em vários telegramas enviados em 2008, Joseph Pennington, Vice-chefe de missão da Embaixada dos Estados Unidos em Erevã, caracterizava Abrahamyan como "sendo considerado por observadores externos — e por muitos arménios — como rude, mal-educado e como uma figura paroquial, novo-rico ignorante cuja marca própria de política ligada a dinheiro sujo, abuso dos «recursos administrativos» do Estado, e oportunismo habilidoso se enquadra na pior tradição da política recente da Arménia", como "um político de máquina, oleoso... no centro de um esforço intencional para abusar das agências e funcionários dos governos locais para fazerem pressão para angariar todos os votos possíveis para o primeiro-ministro", como "principal congeminador das mais sujas e coercivas táticas da campanha eleitoral presidencial de Serzh Sargsian", e como "rufião pouco sofisticado" cujos "instintos não são progressivos".
Também em 2008, a embaixadora estadunidense na Arménia, Marie Yovanovitch, descreveu Abrahamyan como um político que usa o seu poder para promover os seus interesses em negócios. Também foi noticiado que é dono de duas dúzias de empresas, incluindo três minas areníferas no rio Arax, 1 500 hectares de vinhas em Artashar, mais de 10 bombas de gasolina fora de Erevã, um terço da Ararat Cement, casinos, estações de serviço e uma casa de verão avaliada em 7 milhões de dólares na Crimeia. Opôs-se ao projeto-lei do seu antecessor relativo à obrigatoriedade de políticos e altos funcionários do Estado fazerem declarações de ativos e interesses empresariais.
O filho de Abrahamyan, Argam, está casado com a filha de Gagik Tsarukyan, oligarca e líder partidário do partido político Arménia Próspera.